# Route nationale 77bis
Die Route nationale 77Bis, kurz N 77Bis oder RN 77Bis, war eine französische Nationalstraße.
Sie wurde 1837 zwischen Doudoye bei Prémery und Sombernon durch die Nationalstraße 6 zweigeteilt festgelegt wurde. Ihre Länge betrug 134,5 Kilometer. 1973 erfolgte die Abstufung der Nationalstraße, bis auf ein sehr kurzes Stück, welches 1978 Teil der Nationalstraße 81 wurde.